# Paredón, Chiapas
Paredón är en ort i Mexiko.   Den ligger i kommunen Tonalá och delstaten Chiapas, i den sydöstra delen av landet, 700 km sydost om huvudstaden Mexico City. Paredón ligger 7 meter över havet och antalet invånare är 6 126.
Terrängen runt Paredón är mycket platt. Havet är nära Paredón åt sydväst. Runt Paredón är det ganska glesbefolkat, med 50 invånare per kvadratkilometer. Närmaste större samhälle är Tonalá, 12,5 km öster om Paredón. Trakten runt Paredón består till största delen av jordbruksmark.